# 20 Exchange Place
20 Exchange Place – wieżowiec w Nowym Jorku, w Stanach Zjednoczonych, o wysokości 225,8 m. Budynek bardziej znany jest pod nazwą "City Bank-Farmers Trust Building", zaczęto go budować w roku 1930 a ukończono i otwarto w 1931 roku. Budynek posiada 59 kondygnacji i jest zaprojektowany w stylu Art déco.